# Chronomètre
« Chrono » redirige ici. Pour la série de jeux vidéo, voir Chrono (série de jeux vidéo).
Ne doit pas être confondu avec Chronographe.
Un chronomètre est un instrument de mesure du temps. Dans la plupart des langues, son nom est dérivé du grec χρόνος / khrónos), « temps », et μέτρον / métron, « mesure ».
Le terme de « chronomètre » est utilisé abusivement pour des appareils de mesure de durées courtes, tels que ceux utilisés lors de compétitions sportives, qui sont en fait des « compteurs », aussi appelés chronographes.

## Définitions

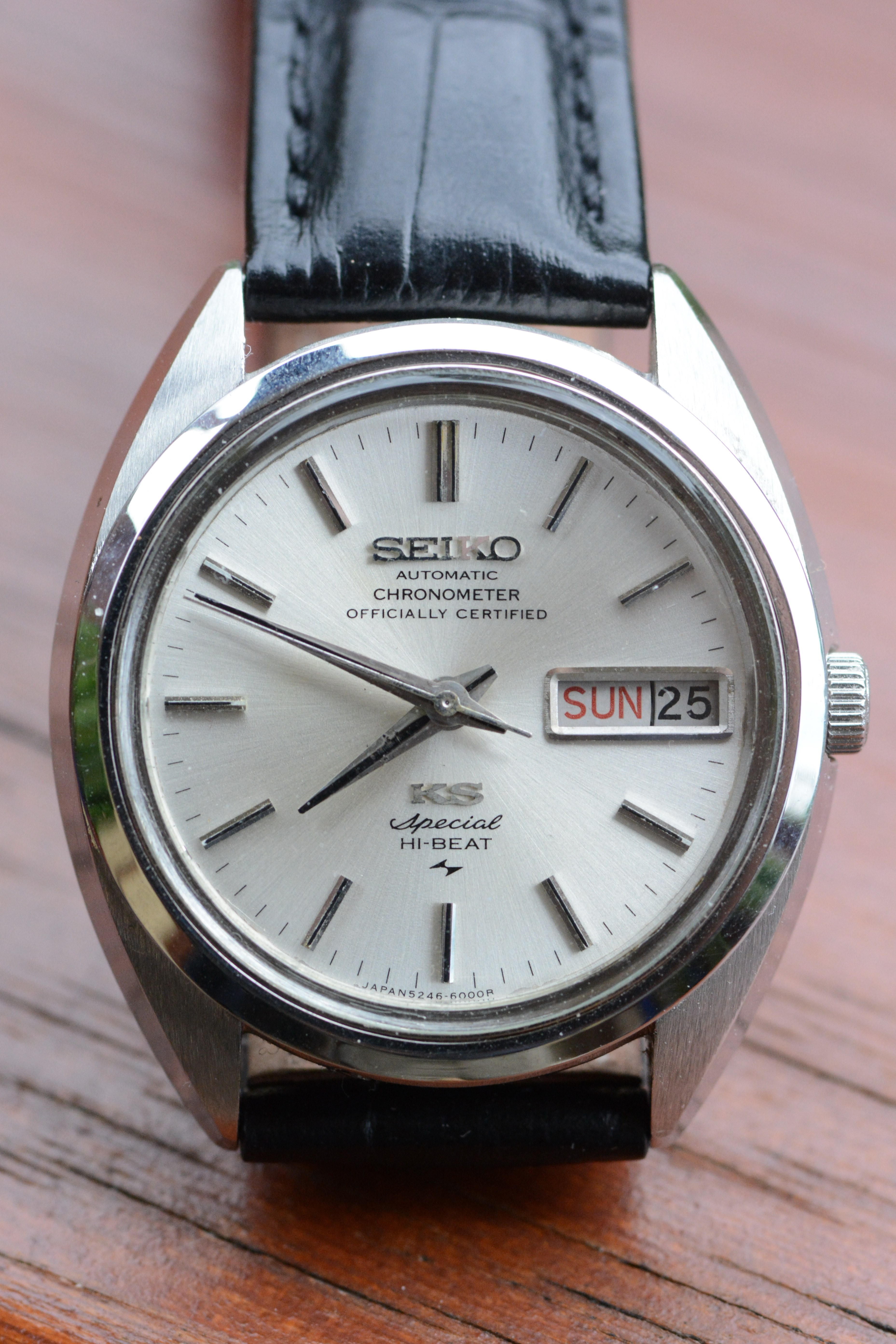
Un chronomètre-bracelet Seiko officiellement certifié.

En horlogerie, un « chronomètre » est une montre munie d'un affichage de la seconde dont le mouvement a passé avec succès le contrôle de son exactitude par un organisme officiel neutre, plusieurs jours durant, dans différentes positions et à différentes températures. Un chronomètre se distingue donc de la simple montre par sa fiabilité et sa précision. 
Un « chronomètre de poche », ou une « montre de poche », désigne une montre à gousset qui peut se tenir dans la poche d'un vêtement, par opposition au « chronomètre-bracelet » qui lui est, comme une montre bracelet, attaché au poignet.

### Chronomètre officiellement certifié
L'appellation « chronomètre » est définie par la norme ISO 3159 et protégée par certaines législations nationales, qui accréditent des organismes à pratiquer la certification de mouvements. Le Contrôle officiel suisse des chronomètres (COSC) est le plus important de ces organismes, il est le seul capable de certifier des quantités industrielles de mouvements (environ un million par an). Cependant les contrôles effectués au COSC sont faits sur des mouvements non-emboîtés alors que l'Observatoire de Besançon par exemple effectue les mêmes contrôles sur des montres terminées et emboîtées, ce qui garantit ainsi une fiabilité optimale à l'utilisateur final.

#### Organismes délivrant des certificats chronométriques
- Le Contrôle officiel suisse des chronomètres
- L'Observatoire de Besançon
- L'Institut fédéral de métrologie METAS de Berne
- La fondation Timelab au Laboratoire d'Horlogerie et de Microtechnique de Genève
- La fondation Qualité Fleurier
- L'Observatoire Wempe Chronometerwerke à Glashütte

### Chronomètre de marine

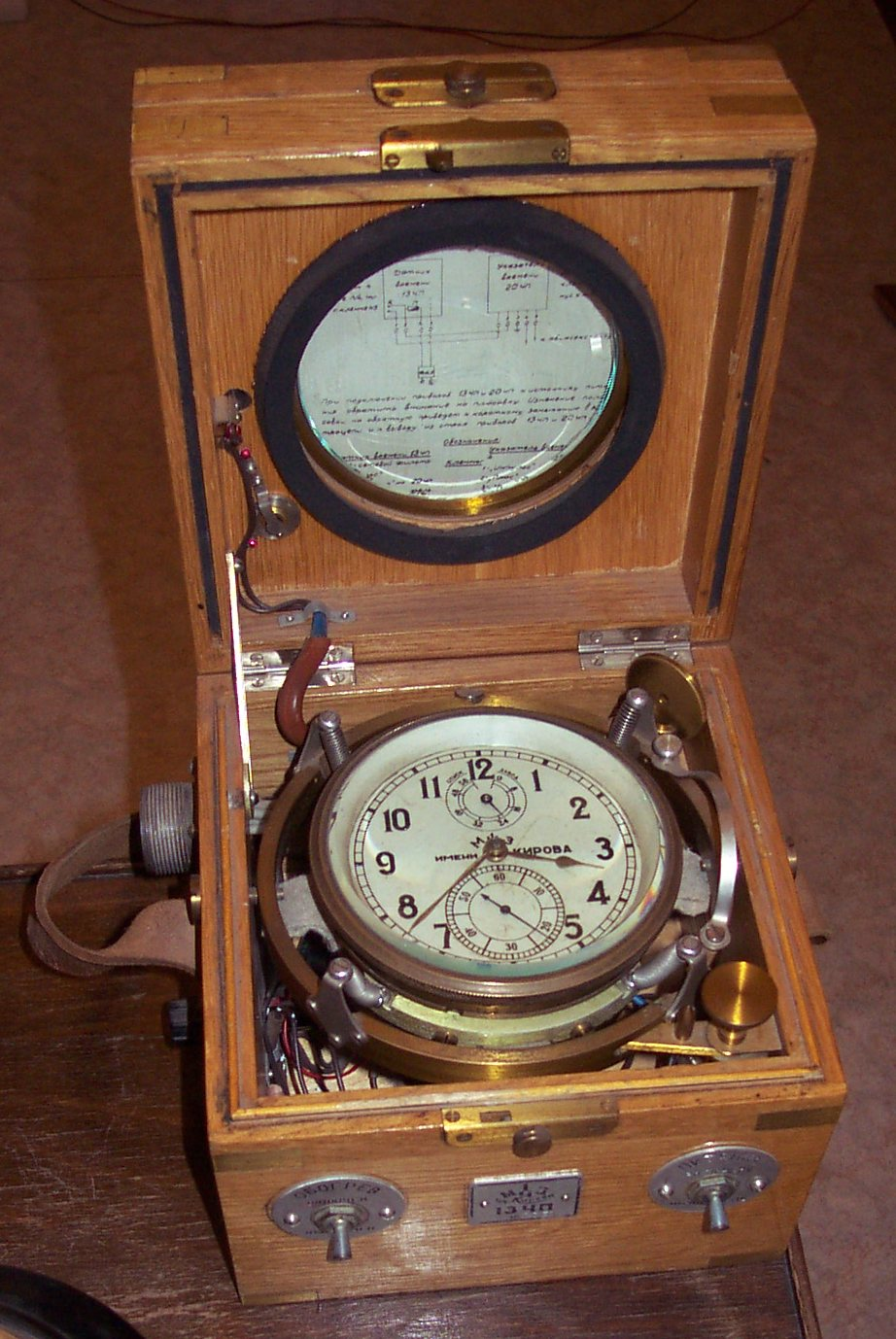
Un chronomètre de marine à suspension Kirova.

À l'origine, les chronomètres étaient destinés à être employés à bord de navires pour déterminer la longitude selon les principes de la navigation céleste.
Jusqu'en 1754, la position d’un bâtiment en haute-mer ne pouvait pas être connue avec une grande précision, celle-ci n’étant estimée qu’à partir de la dernière position connue, c’est-à-dire depuis la dernière terre connue. Les navigateurs pouvaient certes déterminer leur latitude avec précision. Mais afin de pouvoir déterminer précisément la longitude, il fallait disposer d’un appareil de mesure du temps fiable, stable et précis ; en effet la longitude se détermine à un endroit donné par la mesure comparée de l’heure du passage du soleil au méridien avec l'heure de ce passage au port de départ. Or chaque minute d’erreur sur cette mesure conduit à un écart de position, égal, au maximum, à 15 milles marins à l’équateur. Ainsi, une seconde d'erreur en temps correspond à une erreur de positionnement de 463 mètres.
Résoudre le problème des horloges était difficile. À l'époque, les garde-temps les plus précis étaient basés sur le principe de l’horloge à pendule, qui étaient continuellement déréglées par le roulis du navire en mer. John Harrison, un charpentier-horloger anglais, développa une horloge contenant une paire de pendules oscillants en sens contraire, connectés par des ressorts, dont les mouvements étaient soustraits à l'influence de la gravité et des turbulences d'un bateau. Ses chronomètres H1, H2, H3, conçus selon ce concept, étaient grands et lourds et devaient être suspendus librement dans le navire. 
Il résolut finalement le problème avec son prototype H4, qui est une montre de grand diamètre, remportant ainsi le prix de l'Amirauté britannique. Son nouveau concept était basé sur l'utilisation d'une roue oscillante, le balancier thermo-compensé. Ce principe est parfois encore en usage dans les chronomètres mécaniques actuels. La détermination de la longitude continua de se faire par l'observation astronomique, essentiellement pour des raisons de coût.
Par la suite, le Royaume-Uni fut un grand demandeur en « chronomètres de marine » et des concours de précision étaient régulièrement organisées par divers observatoires.
Un chronomètre est toujours réglementairement présent à bord des navires. Positionné dans la passerelle et protégé le plus possible des vibrations, sa marche est contrôlée quotidiennement par écoute de tops horaires des stations de radio terrestres ou plus simplement par comparaison avec les horloges des systèmes de positionnement par satellites. On appelle marche horaire du chronomètre l'avance ou le retard qu'il prend en une heure. Un chronomètre de qualité a une marche diurne (ou marche journalière) faible et presque constante (de l'ordre de quelques secondes).

### Chronomètre de chemin de fer

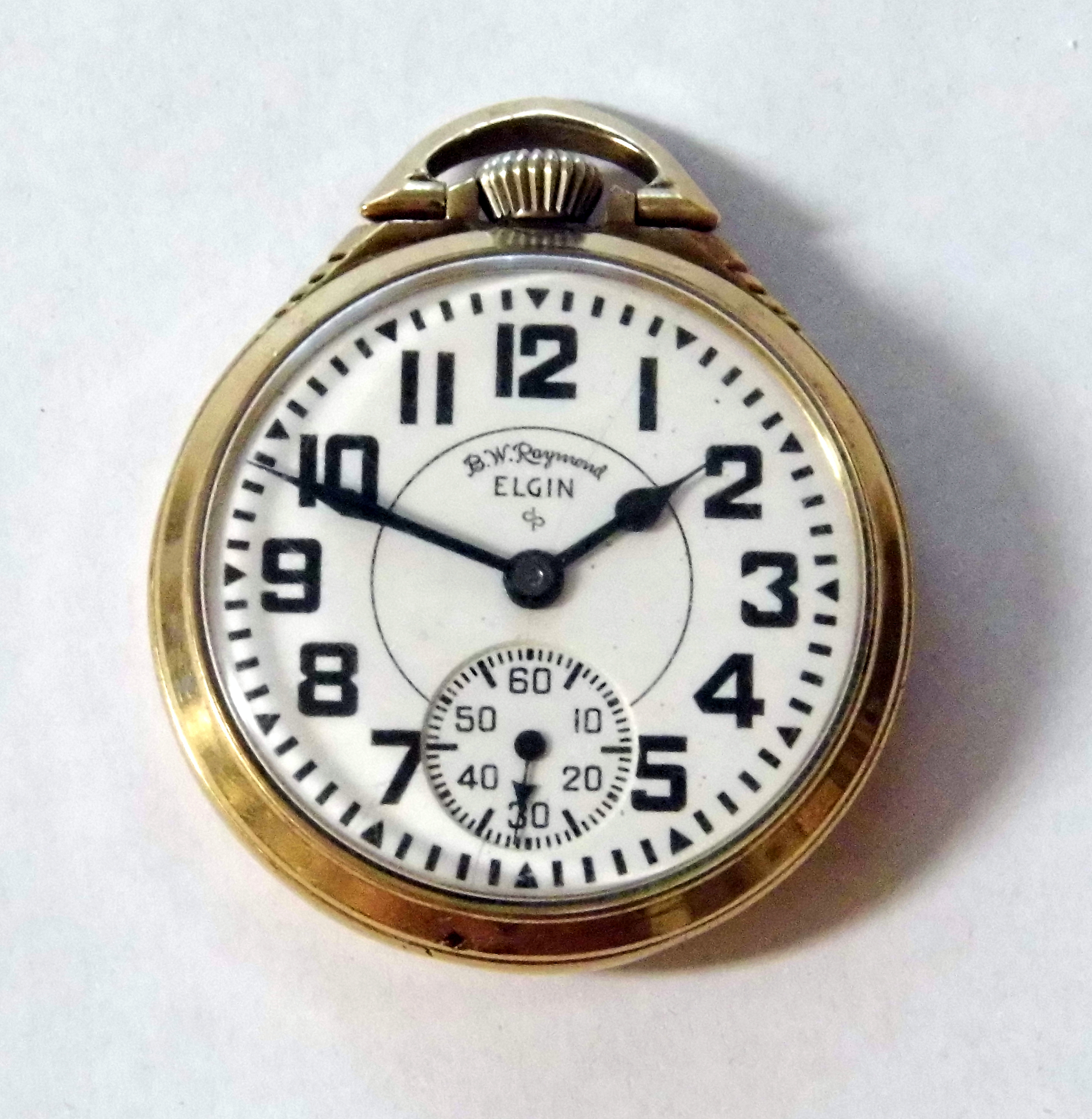
Un chronomètre de chemin de fer Elgin.

Aaron Lufkin Dennison fut pionnier de la révolution industrielle dans les manufactures horlogères dès 1849 et développa l'American System of Watch Manufacturing en organisant pour la Waltham Watch Company une production en quantités de pièces de montres de manière qu'elles soient parfaitement interchangeables. Ce procédé est à l'origine des méthodes de production actuelles à l’œuvre dans le monde entier. 
En 1893, Webb C. Ball établit les critères qui définissent le « chronomètre de chemin de fer », ces derniers sont encore à la base des critères actuels appliqués aux chronomètres officiellement certifiés.

### Concours de chronométrie
Alors que ce genre de concours a disparu au début de la seconde moitié du XXe siècle, il existe depuis 2009 un « Concours international de chronométrie » qui vise à récompenser les fabricants d'horlogerie présentant les pièces mécaniques les plus précises.

## Remarques
Depuis la découverte de l'effet piézo-électrique du quartz et de la mise au point de circuits intégrés, chacun peut disposer d'une montre à quartz qui sera capable de fournir une précision chronométrique pour un prix abordable.
De nos jours, les horloges atomiques sont utilisées pour la mesure des temps standards.
La conception de systèmes radio-pilotés miniaturisés permet, en les incorporant dans une montre, de synchroniser l'oscillateur local de cette montre avec une horloge atomique distante afin d'obtenir une montre dont la précision est maximale.
Depuis l'invention des systèmes de positionnement par satellites, chacun peut obtenir sa position géographique sans calcul et une synchronisation sur la référence internationale UTC, et ce, avec une très faible marge d'erreur.